# 16355 Buber
16355 Buber è un asteroide della fascia principale. Scoperto nel 1975, presenta un'orbita caratterizzata da un semiasse maggiore pari a 2,5937874 UA e da un'eccentricità di 0,1687636, inclinata di 14,39530° rispetto all'eclittica.